# Kedelsten
Kedelsten er en mineralsk aflejring, som bundfældes ved kogning eller stilstand i vand, navnlig i kedler. Kedelsten skyldes udfældning af salte og andre urenheder i vandet. I områder, hvor der er hårdt vand (stort indhold af mineraler i vandet), samles større mængder aflejring på bunden af for eksempel el-kedler end i områder med blødt vand (vand med færre mineraler). I naturen danner processen frådsten.
| Kemi | Spire Denne artikel om kemi er en spire som bør udbygges. Du er velkommen til at hjælpe Wikipedia ved at udvide den. |